# Гірський туризм

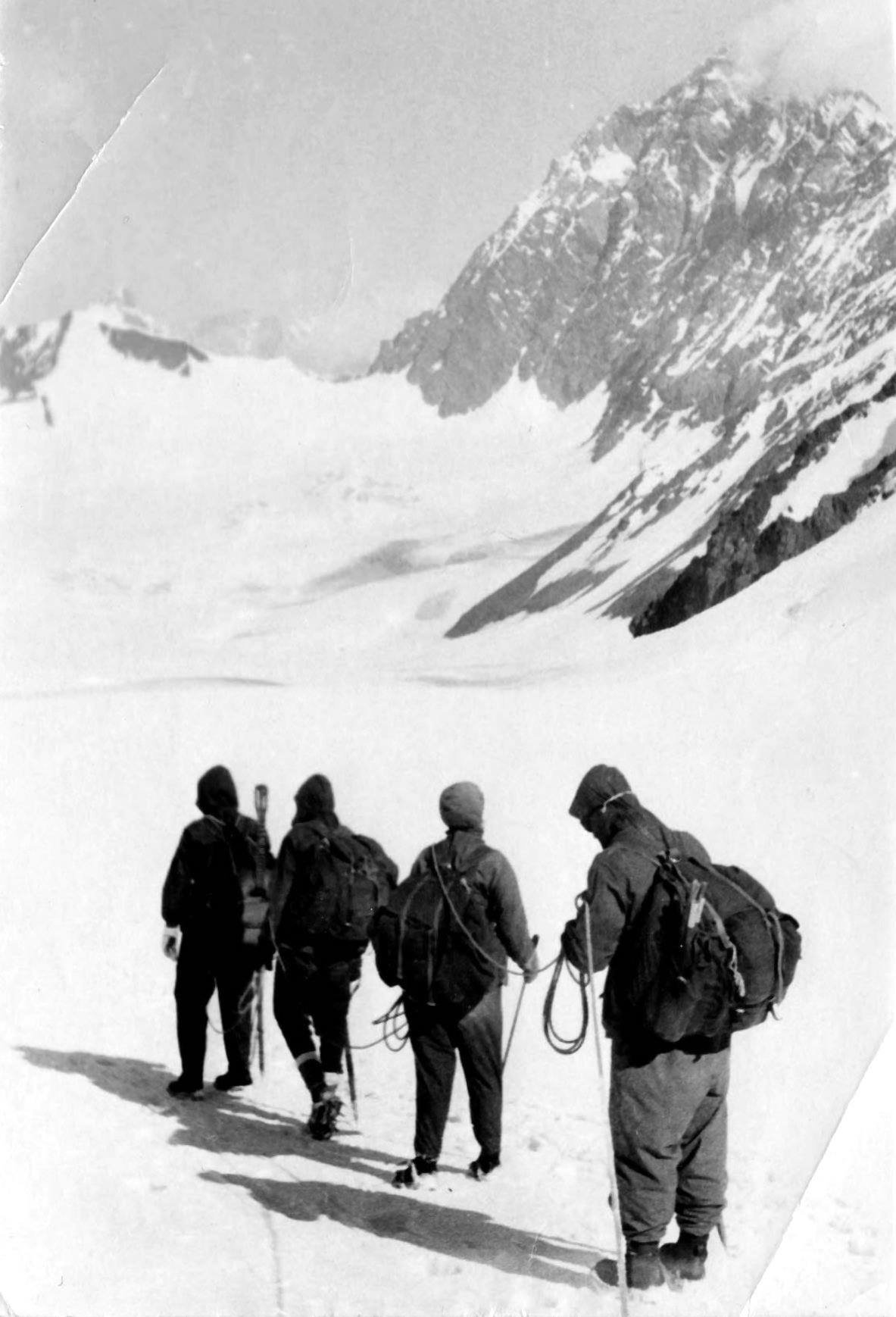
Українські гірські туристи у зв'язці на шляху до перевалу Сімох (Кавказ)

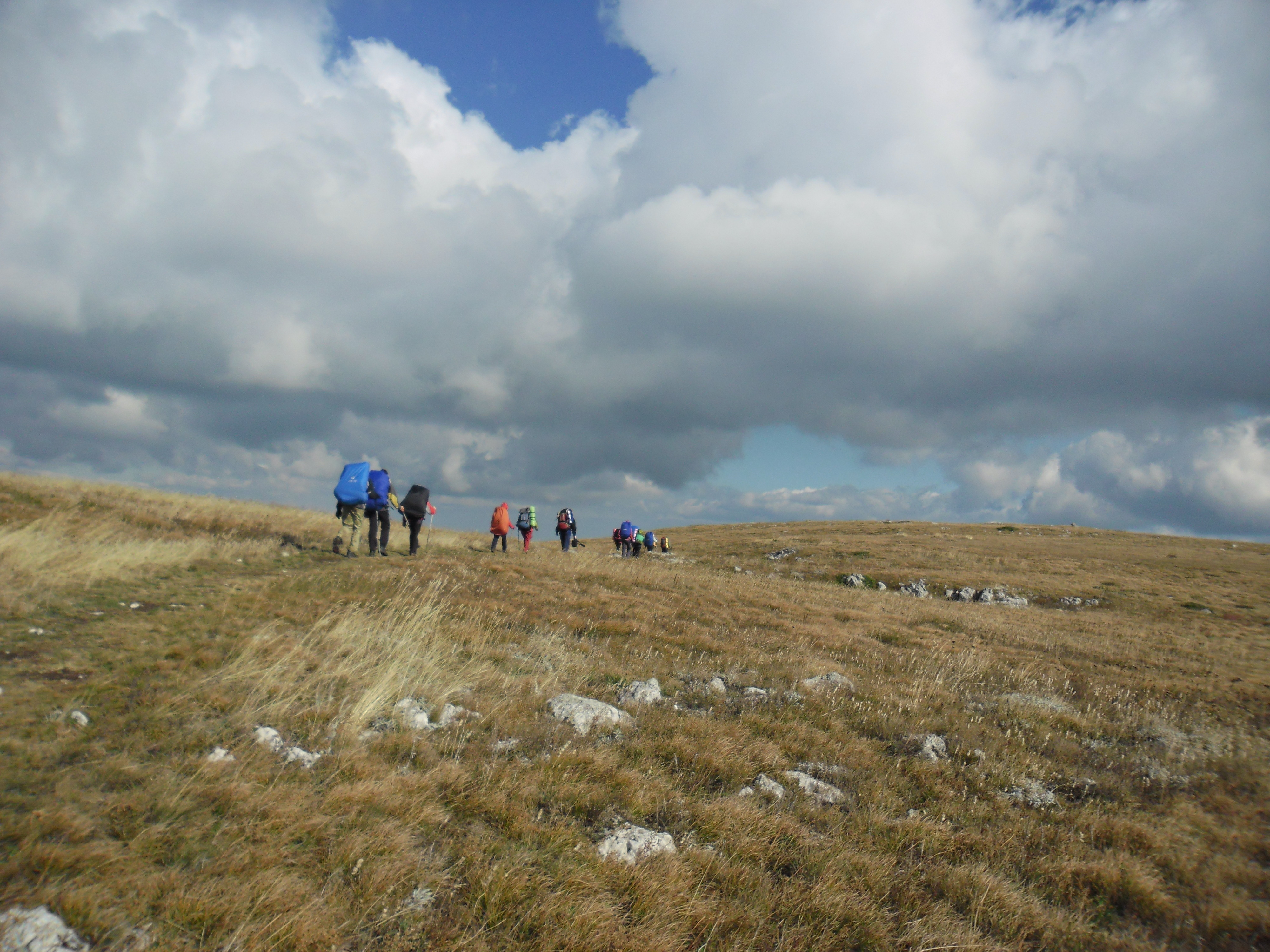
Туристи. Плато Чатир-Даг, Кримські гори. Україна-Крим-2011 р.

Центральний Кавказ. Група українських туристів на маршруті з Безенгійської ущелини до перевалу Кель-Баші.

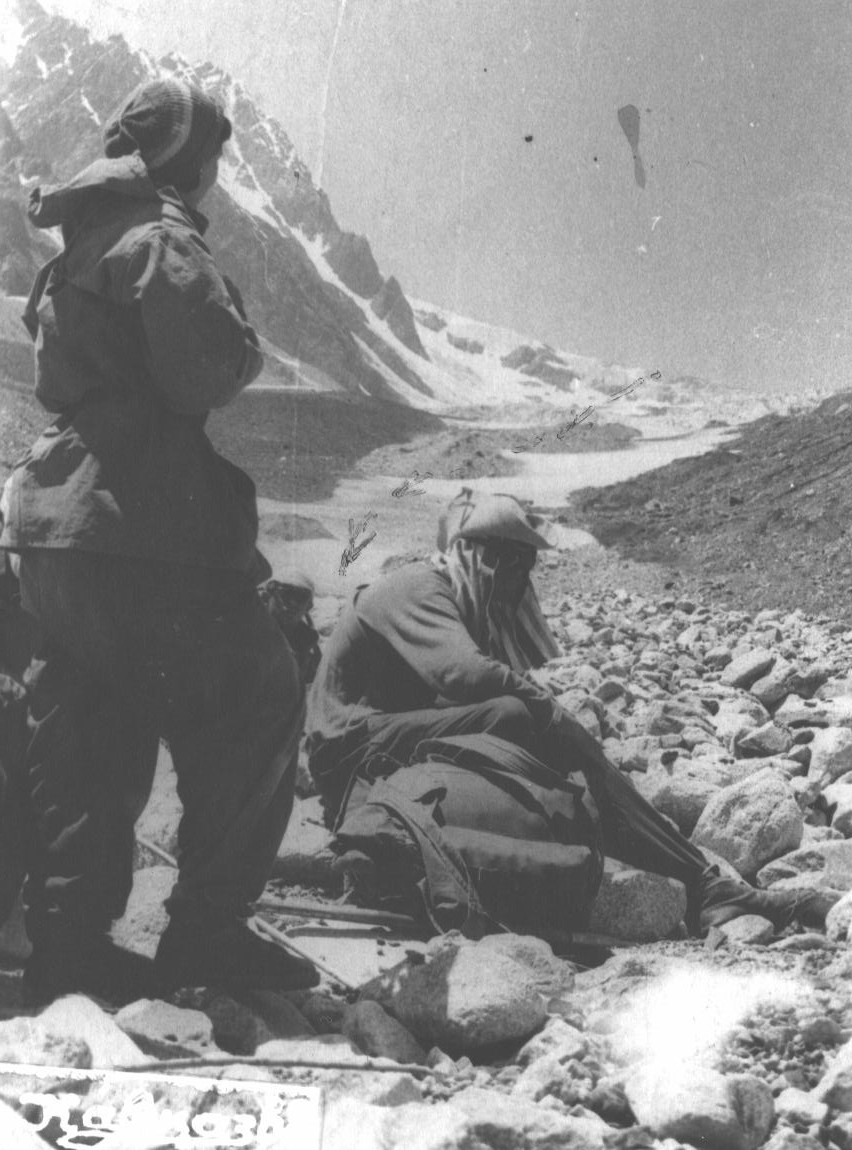
Українські туристи на морені. Верхня Сванетія. 1980-і роки.

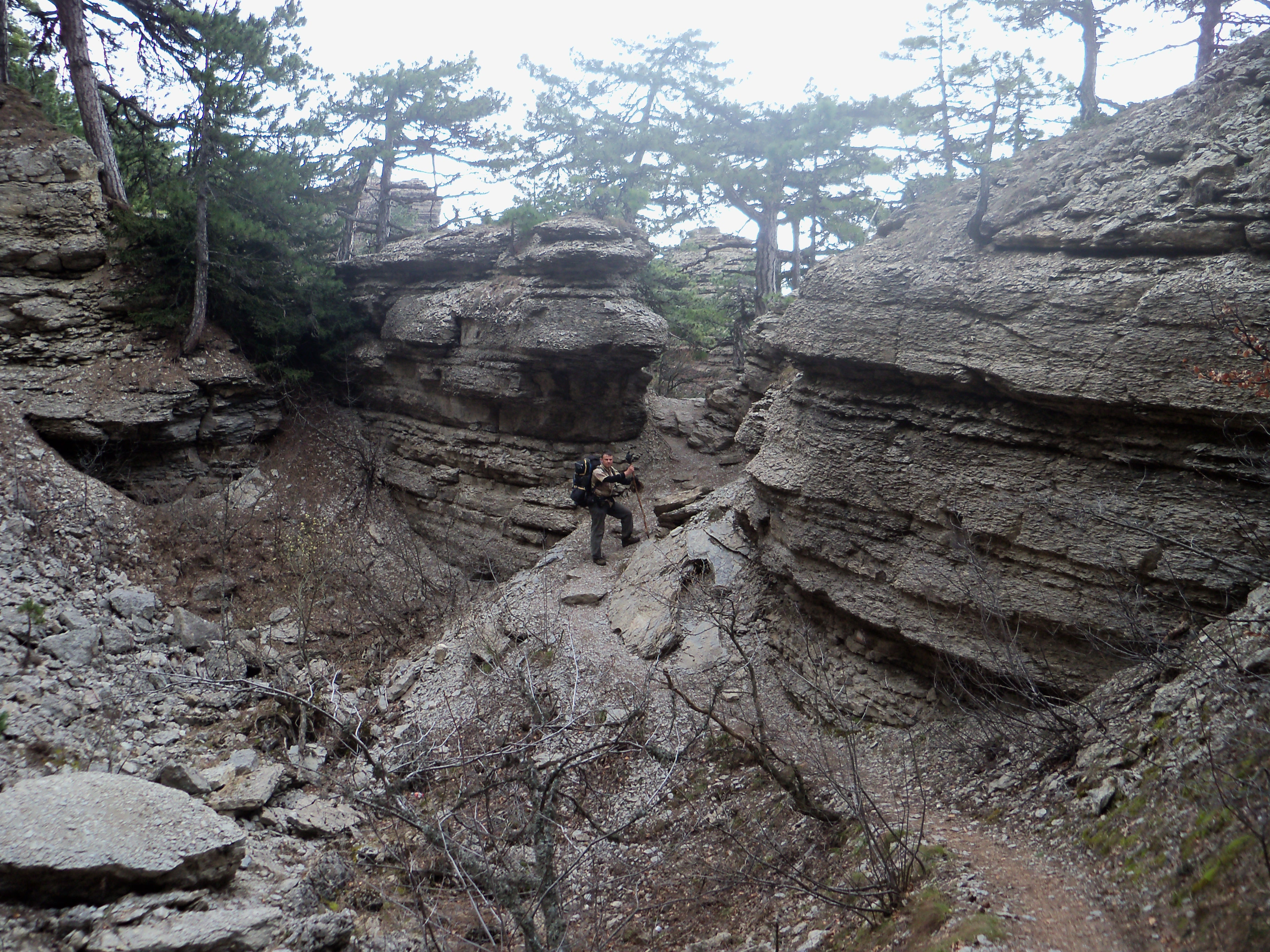
З рюкзаком по Таракташу, Кримські гори, Ай-Петринська яйла. 2000-і роки.

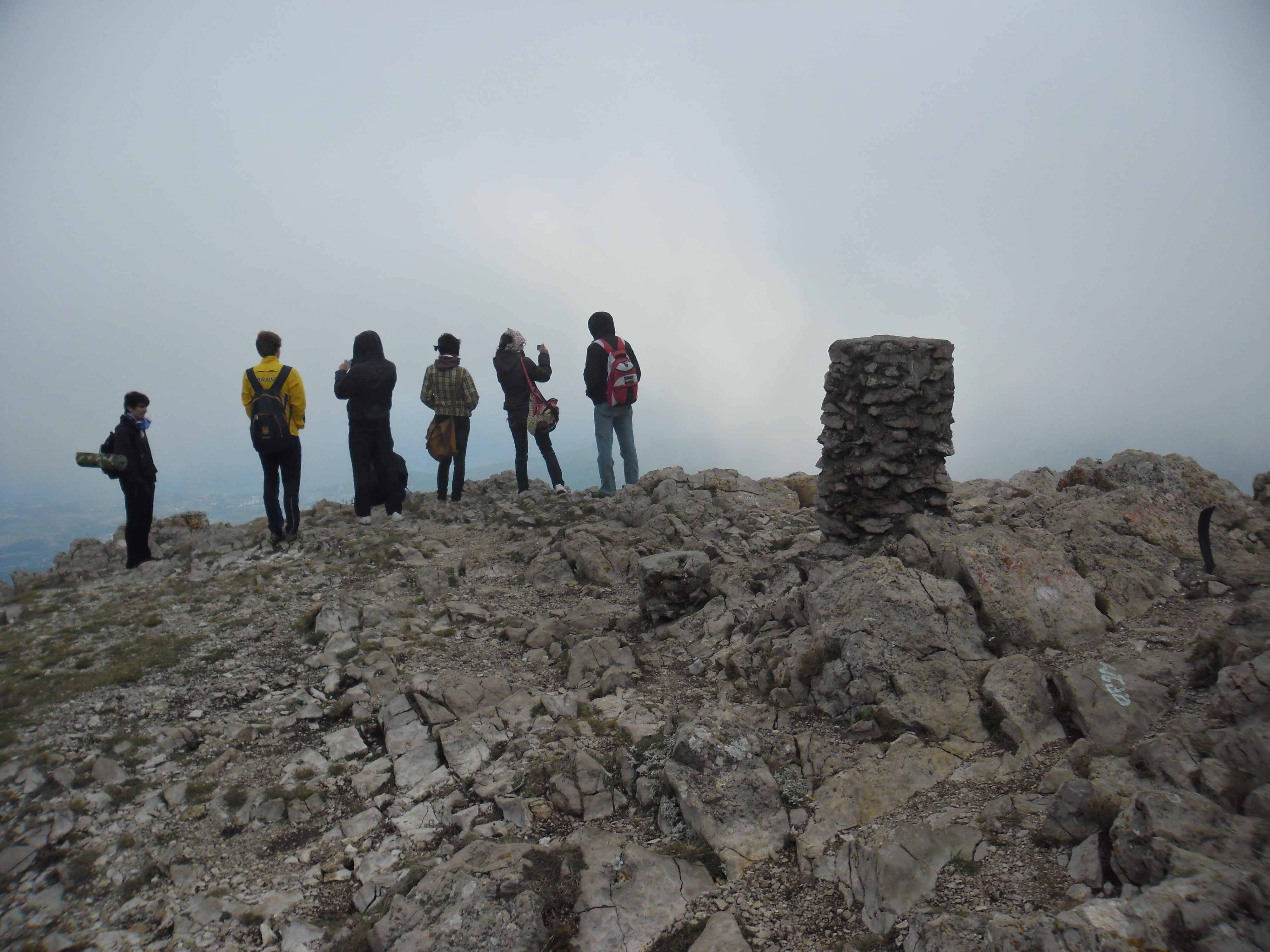
Група українських туристів на вершині Еклізі-Бурун масиву Чатир-Даг. Крим. 2011 р.

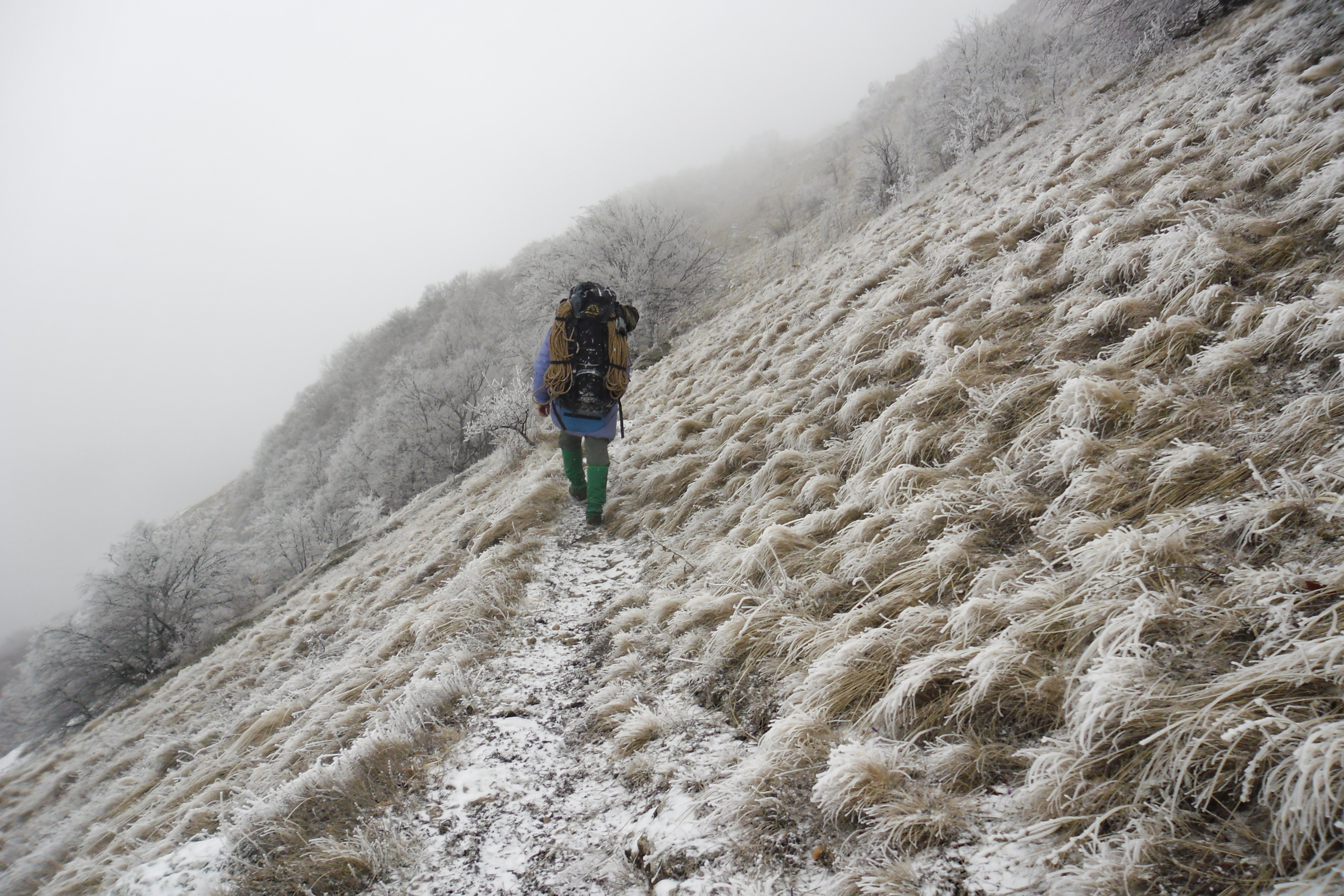
Шлях до Печери МАН взимку. Крим-Україна.

Гірський туризм — вид спортивного туризму, що полягає в пересуванні групи людей за допомогою м'язової сили певним маршрутом, прокладеним у гірській місцевості.

## Загальний опис
Гірський туризм належить до екстремальних видів спорту, оскільки він поєднує високі фізичні навантаження на людину з низкою несприятливих зовнішніх і внутрішніх чинників, які впливають на організм, що часто може спричиняти нещасні випадки і травми.
Хоча в гірському туризмі використовують елементи скелелазіння під час проходження маршруту, його не треба прирівнювати до альпінізму. Головна відмінність полягає в тому, що метою альпініста є підйом на вершину певної категорії складності, а метою гірського туриста — проходження маршруту певної категорії складності, до якого входять декілька перевалів та/або вершин. Складність маршруту визначається головно складністю (категорійністю) перевалів, що в нього входять.
Гірські туристи денний похід розпочинають зазвичай рано-вранці — в зоні сніжників і льодовиків о 4-5 ранку, коли вже є видимість від вранішнього сонця — і закінчують о 10-12 год. дня (ранку), що пов'язано з правилами безпеки (після сходу сонця сніг і лід тане, підвищується імовірність каменепадів, сходу лавин).
Гірський туризм передбачає широкий спектр видів діяльності, зокрема катання на лижах, сноуборді, гірському велосипеді, альпінізм і кемпінг. Ці види діяльності створюють чудову можливість для спілкування з природою.
Гірський туризм є одним з найрозвиненіших видів спортивного туризму в світі. Він привабливий і як варіант зимового відпочинку. До цього туризму входить не лише активний відпочинок у вигляді плавання по гірських річках, катання на гірських лижах або скелелазіння, а й банальний, проте не менш цікавий, так званий екологічний туризм, який полягає у знайомстві з місцевою природою, фауною та флорою.
Гірський туризм — це захоплюючий, але водночас і складний вид активного відпочинку. Один із головних ризиків — погодні умови. Ще одним важливим аспектом є фізична підготовка та навички. Гірський туризм вимагає не лише витривалості, а й уміння орієнтуватися в складних рельєфах, користуватись альпіністським спорядженням, а також знання правил безпеки на висотах. Тому перед кожною подорожжю важливо ретельно підготуватись, враховуючи всі ці аспекти, щоб зберегти безпеку та отримати максимальне задоволення від гірського туризму
У порівнянні з іншими секторами туризму (наприклад, spa-туризм, туризм спадщини, екскурсійний туризм), гірський туризм дає можливість туристам займатися оздоровленням та активним відпочинком. 
Наприклад, гірський велосипедний туризм є нішею велосипедного туризму та є зростаючим сектором гірського туризму який приваблює багатьох оздоровчих туристів, які шукають як пригод, так і активного дозвілля.
Гірський туризм — це справжнє подорожування в серце природи, де кожен маршрут стає новим випробуванням і відкриттям. Це можливість зʼєднатися з природою на глибшому рівні, де тиша гірських вершин, річок і лісів стає спільником у подорожах.

## Види гірського туризму
- Скелелазіння

Скелелазіння - це активний відпочинок, який передбачає підйом по скелястих поверхнях за допомогою спеціального спорядження, такого як мотузки, карабіни, ремені та захисний одяг. Скелелази намагаються піднятися складними маршрутами, часто з напарником, щоб досягти вершини гори.
- Піший похід в гори

Популярна форма гірського туризму, яка передбачає похід по скелястій і гірській місцевості. Гірські туристи можуть вибрати похід самостійно або з напарником, часто маючи припаси та спорядження, щоб досягти пункту призначення на вершині гори. Туристи можуть також досліджувати гірський хребет, йдучи різними стежками, щоб досягти вершин.
- Гірськолижний туризм

Це популярний зимовий вид спорту, в якому учасники використовують спеціальне лижне спорядження для пересування засніженими схилами. Гірськолижні курорти часто пропонують різноманітної складності траси, що дає змогу лижникам будь-якого рівня навичок насолоджуватися гірською місцевістю.
- Парапланеризм

Парапланеризм - це активний вид відпочинку, який включає польоти на параплані, де людина може контролювати рух і висоту за допомогою парашутного пристрою.
Під час польоту на параплані учасники планують у повітрі, перебуваючи на спеціальному парашутоподібному крилі. Парапланеристи часто стартують з великих висот (гірські вершини) і використовують висхідні течії повітря, щоб триматися в повітрі.
- Гірський велосипед

Цей вид їзди на велосипеді бездоріжжям, наприклад, по нерівних гірських стежках. Гірські велосипедисти використовують спеціалізовані велосипеди з більш товстими шинами й амортизаційними підвісками, щоб можна було зручніше пересуватися по складній місцевості.
- Альпінізм

Це технічний вид, що передбачає сходження на вершин за допомогою спеціального альпіністського спорядження (льодоруби, мотузки, карабіни). Сходження відбувається групами від двох людей і більше. Під час сходження альпіністи на своєму шляху долають перешкоди

## Гірський туризм в Україні

Українські Карпати

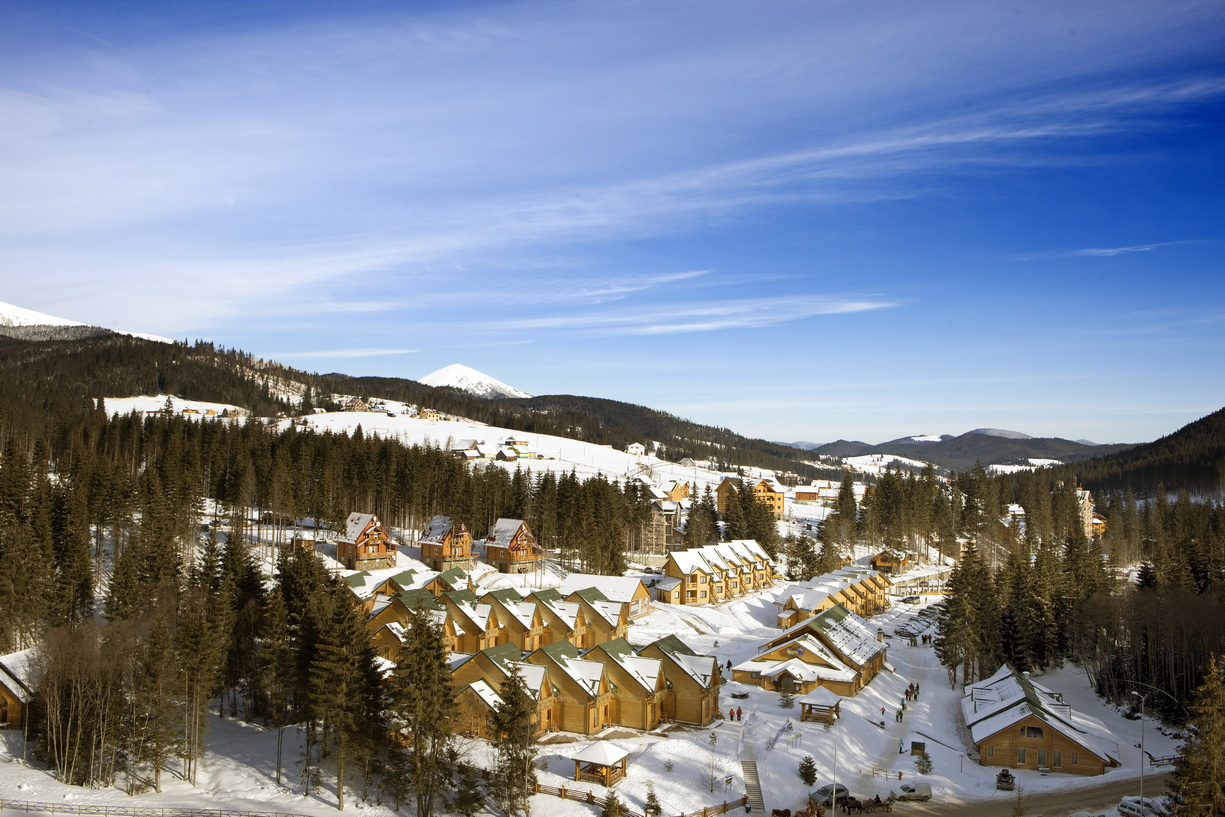
Курорт Буковель

Карпати та Кримські гори, які є гірськими системами України, за часом утворення гір належать до альпійської складчастості, але оскільки вони належать до низькогір’я і їхня абсолютна висота нижча від снігової лінії. Отож гірський туризм тут можливий лише взимку та ранньою весною, коли сезонні природні умови відповідають вимогам туризму і спорту. У цей період в Карпатах і Криму окремі ділянки можуть відповідати за складністю подолання перевалам категорії складності 1А, 1В, 2А, що ускладнює сходження.
Найкращий час для проведения таких походів у Карпатах – березень, перша половина квітня, а у Криму – грудень, початок лютого (перша декада). Сучасними найбільшими осередками гірськолижного туризму у Карпатському регіоні (як спортивного, так і відпочинкового) є відомі курорти – Славське, Буковель, Тисовець, Драгобрат, Пилипець, Красія та інші.
Гірський туризм в Україні також включає екстремальні активності, такі як скелелазіння, спелеотуризм. Туристи мають можливість випробувати свої сили на маршрутах різного рівня складності, від легких піших прогулянок до складних сходжень на вершини. Важливим аспектом гірського туризму є дотримання правил безпеки та повага до природи — це дозволяй насолоджуватися природою без негативного впливу на довкілля.
В Україні гірський туризм стає все популярнішим серед різних верств населення, пропонуючи як аматорські подорожі, так і професійні маршрути для досвідчених туристів. Незалежно від рівня підготовки, кожен знайде для себе захопливі маршрути, що подарують незабутні враження та досвід

## Гірський туризм в Європі

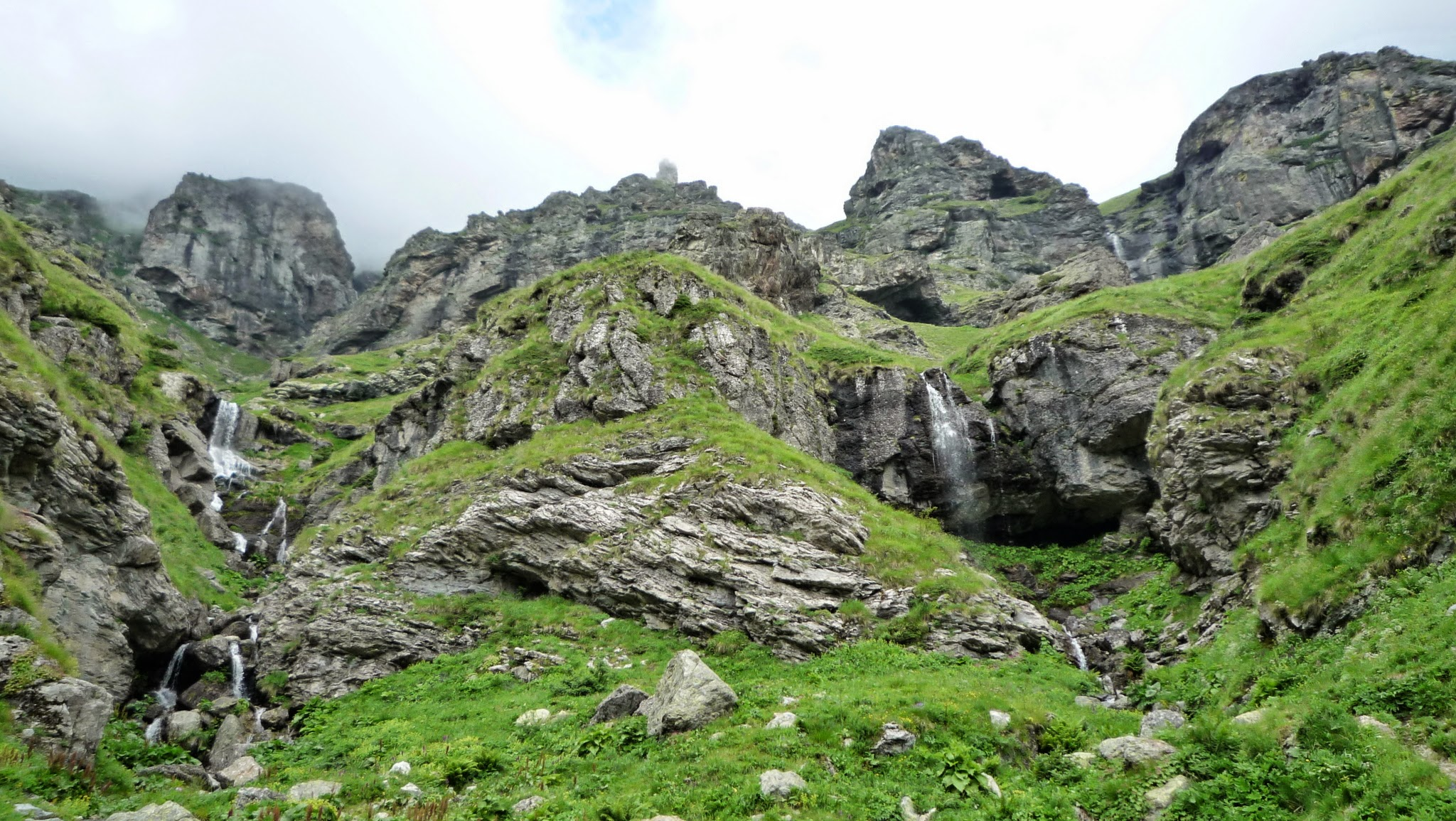
Балканські гори

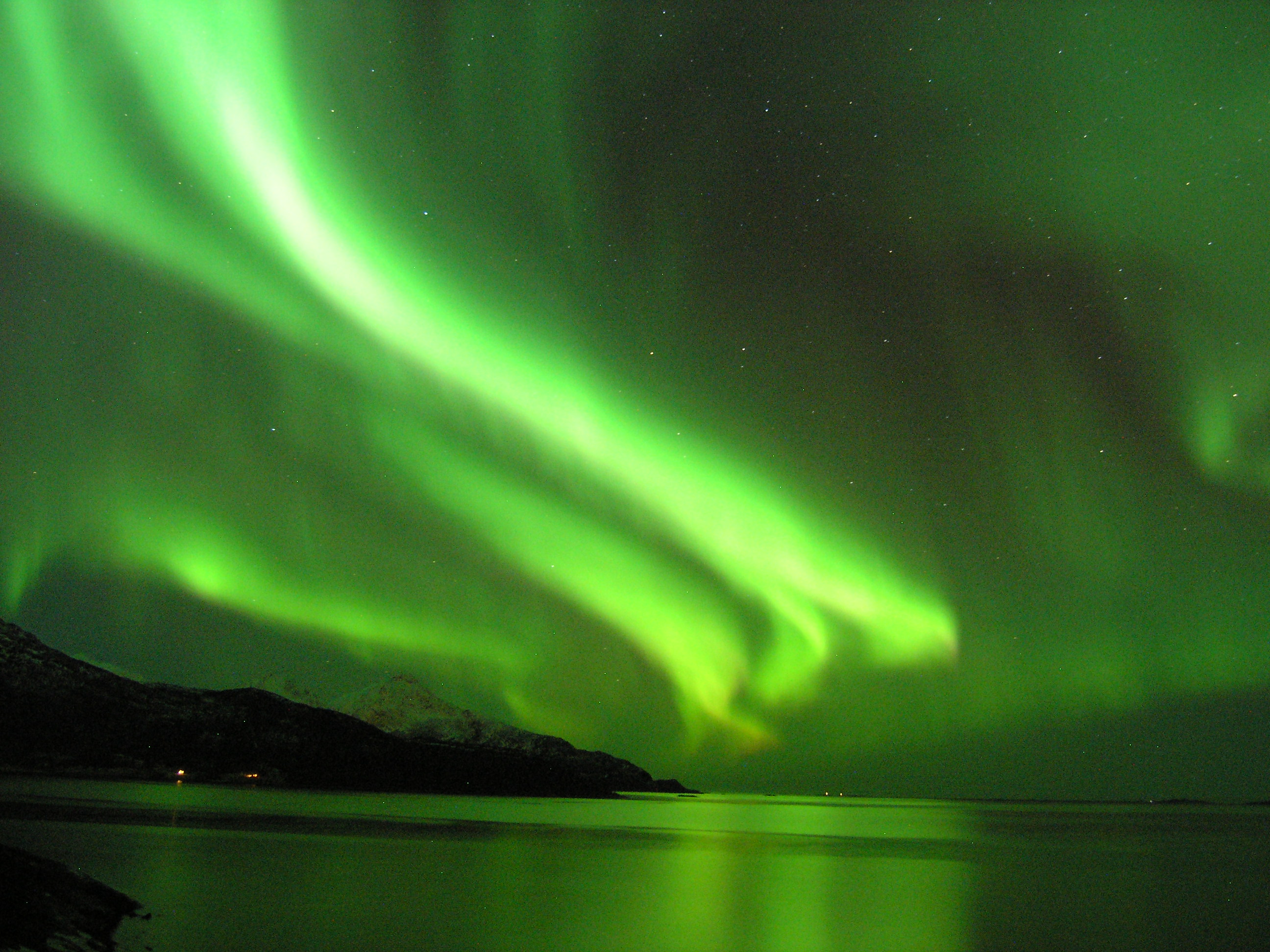
Полярне сяйво

Гірський туризм в Європі є популярним видом активного відпочинку, який щороку приваблює мільйони туристів. Європейські гори різноманітні ландшафти: від Альп із їхніми високими вершинами й льодовиками до Карпат із дикою природою та традиційними селами. Інші популярні регіони включають Піренеї, Динарські Альпи та Балкани, а також Скандинавські гори, які знають своїми фіордами та полярними сяйвами. Ця природна різноманітність робить Європу ідеальним місцем для гірських подорожей. Кожен регіон гір в Європі пропонує свої унікальні види активностей. Піренеї славляться своїми пригодницькими маршрутами, які об'єднують пішохідні екскурсії та сходження на високі вершини. У Балканських горах популярним є каякінг у річках і дослідження маловідомих пішохідних стежок. А в Скандинавських горах можна насолодитися незабутніми видами фіордів і побачити полярне сяйво, що привалює туристів із усього світу. У цих регіонах активно розвиваються екологічні тури з мінімальним впливом на природу.